# DHB-Amateur-Pokal 2015
Der DHB-Amateur-Pokal 2015 war die erste Austragung des Amateur-Handballpokalwettbewerbs der Herren, dessen zwei Finalisten am DHB-Pokal 2015/16 teilnahmen.

## Achtelfinale
Die Oberliga-Bereiche Hamburg/Schleswig-Holstein, Westfalen, Niederrhein/Mittelrhein, Baden-Württemberg und Bayern stellten je zwei, die anderen je einen Teilnehmer.
Das Achtelfinale wurde am 21. Februar 2015 ausgetragen. Die Gewinner der einzelnen Partien zogen ins Viertelfinale ein. Für das Achtelfinale waren folgende Mannschaften qualifiziert:
- VfL Waiblingen (Handball-Oberliga Baden-Württemberg)
- SG Pforzheim/Eutingen (Handball-Oberliga Baden-Württemberg)
- SV 08 Auerbach (Handball-Bayernliga)
- TSV Allach 09 (Handball-Bayernliga)
- SG WIFT Neumünster (Handball-Oberliga Hamburg - Schleswig-Holstein)
- DHK Flensborg (Handball-Oberliga Hamburg - Schleswig-Holstein)
- MTV Müden 1913 (Handball-Verbandsliga Niedersachsen)
- Borussia Mönchengladbach (Handball-Oberliga Niederrhein)
- HSG Siebengebirge/Thomasberg (Handball-Oberliga Mittelrhein)
- Elsflether TB 1892 (Handball-Oberliga Nordsee)
- OSC Dortmund (Handball-Oberliga Westfalen)
- Spvg Steinhagen (Handball-Oberliga Westfalen)

| Datum         | Heimmannschaft          |   | Gastmannschaft                    | Ergebnis |
| ------------- | ----------------------- | - | --------------------------------- | -------- |
| 21. Feb. 2015 | Elsflether TB 1892 (NO) | – | SG WIFT Neumünster (HS1)          | 26:29    |
| 21. Feb. 2015 | MTV Müden 1913 (NS)     | – | DHK Flensborg (HS2)               | 29:40    |
| 21. Feb. 2015 | OSC Dortmund (WF2)      | – | Borussia Mönchengladbach (NO)     | 21:29    |
| 21. Feb. 2015 | Spvg Steinhagen (WF1)   | – | HSG Siebengebirge/Thomasberg (MR) | 29:30    |
| 21. Feb. 2015 | SV 08 Auerbach (BY1)    | – | VfL Waiblingen (BW2)              | 30:28    |
| 21. Feb. 2015 | TSV Allach 09 (BY2)     | – | SG Pforzheim/Eutingen (BW1)       | 26:29    |

### Achtel/Viertel Gruppe Ost
Da die Oberliga Rheinland-Pfalz/Saar keinen Teilnehmer stellte, spielten die drei verbliebenen Teams der Ostgruppe im Modus Jeder gegen Jeden um einen Platz für das Viertelfinale, den sich am Ende der HV Grün-Weiß Werder sicherte.
| Datum         | Heimmannschaft             |   | Gastmannschaft             | Ergebnis |
| ------------- | -------------------------- | - | -------------------------- | -------- |
| 22. Feb. 2015 | SV Plauen-Oberlosa 04 (MD) | – | HV Grün-Weiß Werder (OS)   | 19:33    |
| 22. Feb. 2015 | SG Kleenheim (HE)          | – | SV Plauen-Oberlosa 04 (MD) | 29:20    |
| 22. Feb. 2015 | HV Grün-Weiß Werder (OS)   | – | SG Kleenheim (HE)          | 21:29    |

## Viertelfinale
| Datum         | Heimmannschaft                |   | Gastmannschaft                    | Ergebnis |
| ------------- | ----------------------------- | - | --------------------------------- | -------- |
| 22. Feb. 2015 | SG WIFT Neumünster (HS)       | – | DHK Flensborg (HS)                | 25:34    |
| 22. Feb. 2015 | Borussia Mönchengladbach (NR) | – | HSG Siebengebirge/Thomasberg (MR) | 37:23    |
| 22. Feb. 2015 | SV 08 Auerbach (BY)           | – | SG Pforzheim/Eutingen (BW)        | 21:30    |

## Halbfinale
| Datum         | Heimmannschaft             |   | Gastmannschaft                | Ergebnis |
| ------------- | -------------------------- | - | ----------------------------- | -------- |
| 21. März 2015 | DHK Flensborg (HS)         | – | Borussia Mönchengladbach (NR) | 35:24    |
| 21. März 2015 | SG Pforzheim/Eutingen (BW) | – | SG Kleenheim (HE)             | 20:23    |

## Finale
| Datum        | Heimmannschaft     |   | Gastmannschaft    | Ergebnis |
| ------------ | ------------------ | - | ----------------- | -------- |
| 10. Mai 2015 | DHK Flensborg (HS) | – | SG Kleenheim (HE) | 33:29    |